# 伊戈爾·庫尼岑
伊戈爾·庫尼岑（Куницын, Игорь Константинович，1981年9月30日—），是一位俄羅斯職業網球運動員。他在2006年首次進入世界排名前100位，在2009年7月6日創出了自己的最高排名第35位。於2006年的克林姆林盃上，他擊敗同胞馬拉特·薩芬，奪得冠軍。

## 外部連結
- 伊戈爾·庫尼岑（英文/西班牙文）的官方資料
- 伊戈爾·庫尼岑的國際網球總會 職業／青少年 官方資料（英文）
- 伊戈爾·庫尼岑的官方資料（英文）